# Rathaus Malchin

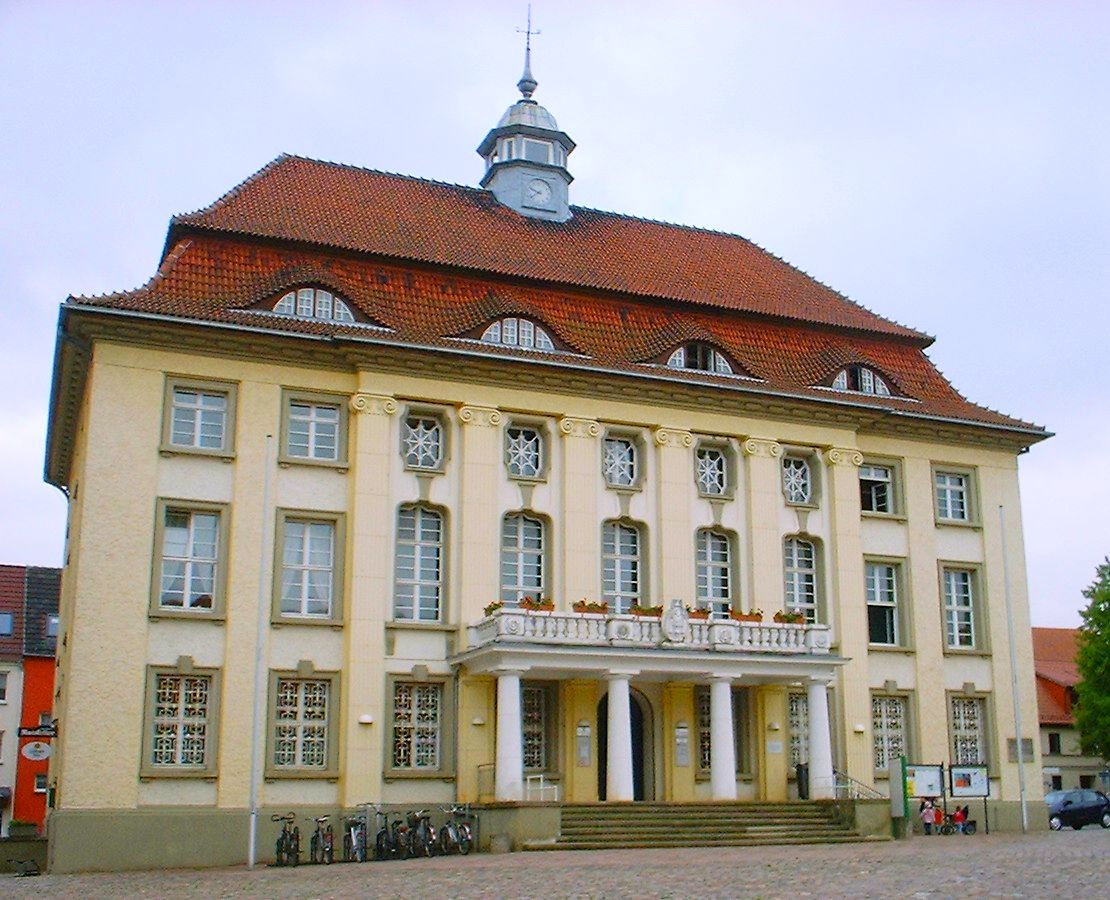
Rathaus von Malchin

Das Rathaus von Malchin stammte ursprünglich aus dem 14. Jahrhundert, wurde 1745 neu errichtet und 1842 vergrößert sowie 1900 und 1927 weitgehend neu aufgebaut. Es befindet sich im Zentrum von Malchin direkt am Marktplatz des Stadtkerns in unmittelbarer Nähe der gotischen Stadtkirche St. Johannis.

## Chronik
1220 wurde durch Nikolaus von Werle die Stadt planmäßig mit einem rasterförmigen Straßennetz angelegt und schon 1236 erhielt Malchin das Stadtrecht. Im Mittelpunkt des Straßenrasters befand sich der Markt und die Kirche und hier entstand auch bald darauf das erste Rathaus.
Das erste Rathaus stammte wahrscheinlich aus dem 13/14. Jahrhundert, der gotische Keller mit Kreuzgewölbe ist erhalten.
Das zweite Rathaus, ein zweiteiliger Bau, wurde 1745 im Stil des Barocks auf dem Keller des Vorgängerbaus errichtet.
Das dritte Rathaus entstand 1842 durch einen umfassenden und vergrößerten Umbau mit gotisierenden und klassizistischen Formen. Es hatte einen wuchtigen hervorspringenden Zinnenkranz. Im Obergeschoss befand sich der Landtagssaal. Schon 1900 wurde es weitgehend neu gestaltet und erhielt seinen Schmuckgiebel. Es wurde 1925–27 nach einem Brand neu aufgebaut. Der Rathaussaal ist mit 72 Zunftzeichen geschmückt. Der Rathausturm lässt sich besteigen und bietet viel Ausblick.
Um 1996 wurde dieses Gebäude wieder umfassend saniert.

## Landtage in Malchin und Sternberg
Schon seit der Landesteilung Mecklenburgs von 1621 (Güstrower Reversalen und Erbvertrag) in die beiden Teilherzogtümer Schwerin und Güstrow tagte der Landtag der mecklenburgischen Stände von 1628 bis 1916 abwechselnd im Rathaus von Sternberg und im Rathaus von Malchin.